# Алфёров, Георгий Тимофеевич
Гео́ргий Тимофе́евич Алфёров (1858—1923) — член IV Государственной думы от Воронежской губернии, протоиерей.

## Биография
Сын священника. Окончил Воронежскую духовную семинарию и Московскую духовную академию со степенью кандидата богословия (1883).
По окончании духовной академии был назначен преподавателем в Воронежское духовное училище. В 1885 году был перемещён на должность преподавателя в Воронежскую духовную семинарию и рукоположён в священники. Одновременно состоял законоучителем Воронежской мужской прогимназии (1889—1894). Затем был священником Вознесенской кладбищенской церкви. В 1900—1913 годах состоял ключарём Троицкого кафедрального собора. Был возведён в протоиереи.
Кроме того, в разные годы состоял: членом епархиального училищного совета, депутатом епархиальных съездов, членом совета епархиального училища, членом Воронежской духовной консистории, членом епархиального попечительства о бедных духовного звания, заведующим епархиальной псаломщической школой, членом епархиального миссионерского совета, представителем от духовного ведомства в Воронежской городской думе, а также членом-делопроизводителем Воронежского отделения Императорского Православного Палестинского общества.
В 1912 году был избран членом Государственной думы от Воронежской губернии. Входил во фракцию правых, после её раскола в ноябре 1916 года — в группу независимых правых во главе с князем Б. А. Голицыным. Состоял членом комиссий: по делам православной церкви, по городским делам, по рабочему вопросу, по народному образованию, а также по военным и морским делам. Был членом Особой комиссии Предсоборного совещания при Святейшем Синоде.
Во время Февральской революции находился в Петрограде, 27 марта 1917 года выехал в Воронеж. После Октябрьской революции вновь служил ключарём в Троицком соборе. Во время Гражданской войны, вместе с протоиереем Т. Д. Поповым участвовал в крестном ходе при занятии Воронежа Добровольческой армией в 1919 году.
Умер в 1923 году в Советской России. Был женат.